# David Arata
Pour les articles homonymes, voir Arata.
David Arata est un scénariste américain.

## Filmographie
- 1987 : Frog, téléfilm
- 1999 : Bangkok, aller simple
- 2001 : Spy Game, jeu d'espions
- 2006 : Les Fils de l'homme, adaptation
- 2011 : Pattern Recognition, adaptation

## Récompense
- Nommé à l'Oscar du meilleur scénario adapté en 2007 pour Les Fils de l'homme